# Distrito de Hof
El Distrito de Hof (en alemán: Landkreis Hof) es uno de los 71 distritos en que está dividido administrativamente el estado alemán de Baviera.

## Composición del Distrito
| Ciudades 1. Helmbrechts (9.454) 2. Lichtenberg (1.154) 3. Münchberg (11.508) 4. Naila (8.410) 5. Rehau (9.991) 6. Schauenstein (2.143) 7. Schwarzenbach a.Wald (5.181) 8. Schwarzenbach a.d.Saale (7.851) 9. Selbitz (4.746) Marktrecht 1. Bad Steben (3.615) 2. Oberkotzau (5.843) 3. Sparneck (1.761) 4. Stammbach (2.599) 5. Zell (2.281) Municipios 1. Berg (2.577) 2. Döhlau (4.170) 3. Feilitzsch (2.894) 4. Gattendorf (1.205) 5. Geroldsgrün (3.148) 6. Issigau (1.162) 7. Köditz (2.734) 8. Konradsreuth (3.552) 9. Leupoldsgrün (1.391) 10. Regnitzlosau (2.615) 11. Töpen (1.225) 12. Trogen (1.627) 13. Weißdorf (1.305) | Municipios libres de Distrito (37,60 km²) 1. Forst Schwarzenbach a.Wald (8,28 km²) 2. Gerlaser Forst (5,83 km²) 3. Geroldsgrüner Forst (16,71 km²) 4. Martinlamitzer Forst-Nord (6,78 km²) |

(Número de Habitantes a 30 de junio de 2005)

## Literatura
- Reinhard Feldrapp/Godehard Schramm Der Landkreis Hof in Bayern, 2003, Hoermann Verlag im Medienhaus Mintzel-Münch ISBN 3-88267-065-7